# Ananteris maranhensis
Espèce
Ananteris maranhensis est une espèce de scorpions de la famille des Ananteridae.

## Distribution
Cette espèce est endémique du Maranhão au Brésil. Elle se rencontre vers Buriticupu.

## Description
La femelle holotype mesure 33,6 mm.

## Systématique et taxinomie
Cette espèce a été décrite par Lourenço en 1987.

## Étymologie
Son nom d'espèce, composé de maranh[o] et du suffixe latin -ensis, « qui vit dans, qui habite », lui a été donné en référence au lieu de sa découverte, le Maranhão.

## Publication originale
- Lourenço, 1987 : « Description d'une nouvelle espèce d'Ananteris collectée dans l'État de Maranhao, Bresil (Scorpiones, Buthidae). » Boletim do Museu Paraense Emilio Goeldi, Serie Zoologia, vol. 3, no 1, p. 19-23.